# Tyngsborough
Tyngsborough es un pueblo ubicado en el condado de Middlesex en el estado estadounidense de Massachusetts. En el Censo de 2010 tenía una población de 11.292 habitantes y una densidad poblacional de 241,06 personas por km².

## Geografía
Tyngsborough se encuentra ubicado en las coordenadas 42°40′4″N 71°25′44″O / 42.66778, -71.42889. Según la Oficina del Censo de los Estados Unidos, Tyngsborough tiene una superficie total de 46.84 km², de la cual 43.45 km² corresponden a tierra firme y (7.25%) 3.4 km² es agua.

## Demografía
Según el censo de 2010, había 11.292 personas residiendo en Tyngsborough. La densidad de población era de 241,06 hab./km². De los 11.292 habitantes, Tyngsborough estaba compuesto por el 92.01% blancos, el 1.06% eran afroamericanos, el 0.12% eran amerindios, el 4.74% eran asiáticos, el 0% eran isleños del Pacífico, el 0.66% eran de otras razas y el 1.41% pertenecían a dos o más razas. Del total de la población el 2.35% eran hispanos o latinos de cualquier raza.